# والت والش
والت والش (بالإنجليزية: Walt Walsh)‏ هو لاعب كرة قاعدة أمريكي، ولد في 30 أبريل 1897 في نيوآرك في الولايات المتحدة، وتوفي في 15 يناير 1966 في Avon-by-the-Sea, New Jersey ‏ في الولايات المتحدة.